# Rockman (усилитель)

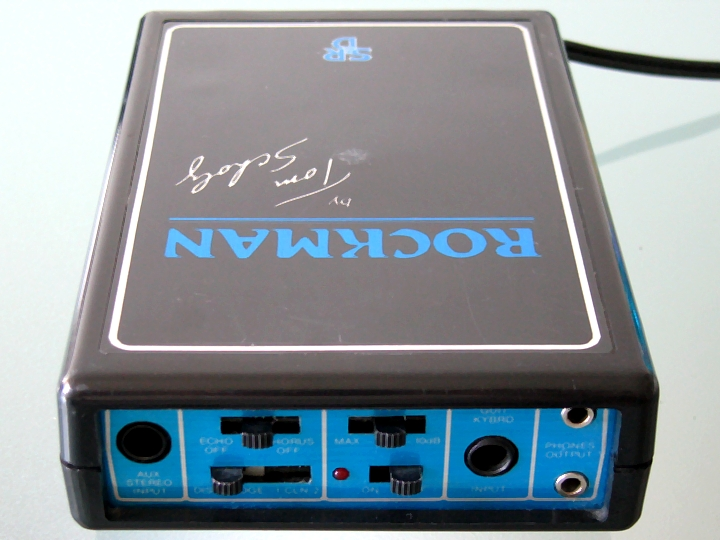

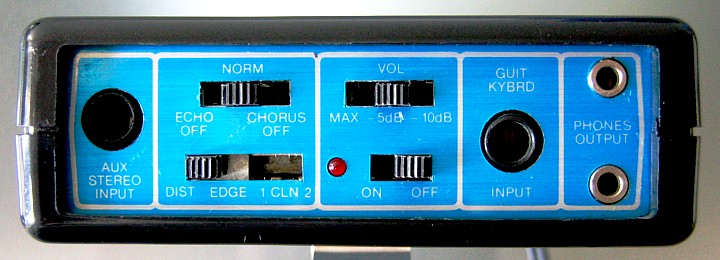

Rockman — это гитарный усилитель для наушников. Оригинальный Rockman был разработан и построен компанией Тома Шольца, лидера рок-группы Boston. Компания Scholz Research & Development была продана Dunlop Manufacturing, Inc. в 1995 году. Dunlop продолжает производить Rockman Ace, а подпись Тома Шольца всё ещё появляется на устройстве. 
Rockman предлагает четыре гитарных эффекта: компрессия, дисторшн, хорус и эхо. Он имеет стерео-вход, так что гитарист может играть одновременно с аудио-сигналом из другого источника звука. Дисторшн и настройки чистого звука очень похожи на «звук гитар Boston», который Шольц достиг после большого количества экспериментов с усилителями, микрофонами, эквалайзерами и другим оборудованием. 
Высокое отношение сигнал / шум означает, что устройство можно использовать в профессиональных студиях. Сторонние компании производили решения для интеграции Rockman в телекоммуникационные стойки на сцене и в студии. Несмотря на то, что Rockman не имеет регуляторов тембра, звучание можно регулировать другими способами: посредством гитары, микшерного пульта или усилителя (если Rockman используется в качестве предусилителя). 
В число известных гитаристов, которые использовали Rockman с момента его выпуска, входят Том Шольц из Boston, Стив Стивенс, Алекс Лайфсон из Rush, Шарлотта Каффи из The Go-Go’s, Фил Коллен и Стивен Кларк из Def Leppard, Билли Гиббонс из ZZ Top, Берни Лабардж, Нил Шон из Journey, Курт Кирквуд из Meat Puppets, Бакетхэд, Джо Сатриани, Дэвид Гилмор из Pink Floyd, Дейв Мастейн из Megadeth, Марк Сент-Джон из Kiss и другие.

## Внешние ссылки
- Rockman.fr: всё о Rockman. Подробная информация о продукции SR&D и Rockman